# Srđan Lakić
Srđan Lakić (Dubrovnik, 2 de Outubro de 1982) é um futebolista croata que atua como atacante. Atualmente, defende o Kaiserslautern.

## Carreira
Nascido na antiga Iugoslávia, Lakić iniciou sua carreira nas categorias de base do Hajduk Split. Porém, sua estreia profissional aconteceu apenas no GOŠK Dubrovnik, quando tinha dezoito anos. Após conseguir um bom desempenho durante suas duas temporadas (treze gols em 27 partidas), foi contratado pelo Hrvatski Dragovoljac, onde conseguiu em sua única temporada uma impressionante marca de 24 gols em 28 partidas. Seguiu para o Kamen Ingrad, onde permaneceu também apenas uma temporada, mas tendo um desempenho menos satisfatório: apenas treze tentos em trinta partidas.
Mesmo com o desempenho abaixo da anterior, conseguiu se transferir para um grande centro do futebol europeu, sendo neste caso, o futebol alemão, após assinar contrato com o Hertha Berlin. Porém, no futebol alemão, acabou não conseguindo se adaptar de início, tendo em sua primeira temporada no Hertha disputado apenas doze partidas no campeonato. Iniciou uma segunda temporada pelo clube berlinense,[carece de fontes?] mas acabou sendo emprestado ao Heracles Almelo durante uma temporada. Com um desempenho razoável (sete gols em 28 partidas),[carece de fontes?] retornou ao futebol alemão, mas sendo vendido ao Kaiserslautern, tendo assinado um contrato de três temporadas.
Tendo demonstrado bom desempenho em sua passagem pelo Kaiserslautern, principalmente a última, onde marcou 23 gols em 35 partidas,[carece de fontes?] foi anunciado em 27 de janeiro de 2011 como novo contratado do Wolfsburg, em transferência livre. Tendo assinado um contrato com duração de quatro temporadas, ele entrou em vigor a partir do início da temporada 2011/12. Nesse mesmo período, também recebeu sua primeira convocação para a seleção croata, porém não participando da partida contra Malta.
Após não ser muito aproveitado durante seus primeiros meses no Wolfsburg, tendo disputado apenas onze partidas, marcando um único gol, se transferiu por empréstimo para o 1899 Hoffenheim em 31 de janeiro de 2012.

## Títulos
Kaiserslautern
- 2. Bundesliga: 2009/10

### Individuais
- Artilheiro da Copa da Alemanha: 2010/11 (7 gols)